# Jim Valvano
James Thomas Anthony Valvano, detto Jim e soprannominato Jimmy V (Queens, 10 marzo 1946 – Durham, 28 aprile 1993), è stato un cestista e allenatore di pallacanestro statunitense.
Capo allenatore della North Carolina State University, con la quale vinse il Campionato NCAA 1983. È ricordato anche per un famoso, ispirato discorso, con il quale, pochi mesi prima di morire per cancro, invitò tutti a "Non mollare, non mollare mai".
Nel 2023 è stato inserito fra i membri del Naismith Memorial Basketball Hall of Fame in qualità di contributore.

## Biografia
Figlio di Rocco Valvano e Angelina Gianturco, due immigrati lucani, nei primi anni della sua carriera, Jim Valvano è allenatore alla Johns Hopkins, a Bucknell, e ad Iona, prima di diventare capo allenatore di North Carolina State nel 1980. In 9 anni di permanenza a Raleigh, la sede del campus universitario, ottiene un record di 209 vittorie e 114 sconfitte, è nominato due volte coach della Atlantic Coast Conference, e soprattutto vince il titolo nazionale con una delle più celebri e ricordate vittorie a sorpresa dello sport americano, quando sconfigge Hakeem Olajuwon, Clyde Drexler e la loro confraternita phi slamma jamma dell'Università di Houston. Si dimette dal suo incarico nel 1990, per un'ipotesi di coinvolgimento, mai provata, in alcune partite truccate. Diventa commentatore televisivo per la ESPN, e nel 1992 vince il premio di miglior commentatore dell'anno. Diagnosticato di una forma di tumore terminale, muore nell'aprile 1993, due mesi dopo aver ricevuto il prestigioso Arthur Ashe Courage and Humanitarian Award, in una cerimonia nel corso della quale pronuncia un emozionante discorso sulla necessità di non mollare mai, e di affrontare la vita sempre con un sorriso. Nella sua autobiografia, Valvano: They Gave Me a Lifetime Contract, and Then They Declared Me Dead, c'è tutta la sua voglia di vivere e tutta la sua italianità, che lo hanno reso uno dei personaggi più famosi e simpatici del mondo del basket universitario.

## La stagione 1983
Il soprannome delle squadre dell'università di North Carolina State è "wolfpack", "branco di lupi", ma nel 1983 la squadra di pallacanestro viene ribattezzata "cardiac pack", per il modo in cui attentano alle coronarie dei loro tifosi. A un punto della stagione, la squadra di Valvano perde sei partite su otto, due di 18 punti contro squadre neanche inserite tra le prime 25 della nazione. Per accedere al Torneo NCAA, a North Carolina State non rimane altra strada che vincere il torneo della ACC. Nelle tre partite del torneo, i Wolfpack battono Wake Forest 71-70, i campioni in carica di North Carolina, guidati da Michael Jordan, per 91-84 dopo un tempo supplementare, e in finale Virginia, 81-78. In tutte e tre le partite, erano in svantaggio a un minuto dalla fine. Nel primo turno del Torneo NCAA la storia si ripete, con North Carolina State che al primo turno rimonta sei punti a Pepperdine negli ultimi 24 secondi, e vince di nuovo ai supplementari, e nel secondo batte UNLV 71-70. Dopo una facile vittoria contro l'Università di Utah, Valvano e i suoi ragazzi battono la numero 1 del loro tabellone, ancora Virginia di Ralph Sampson, ancora una volta in volata, 63-62. Raggiunte le Final Four, superano di slancio Georgia per 67-60, e arrivano all'appuntamento finale contro Houston, l'indiscussa numero uno della nazione, che nel corso dell'anno ha seppellito di canestri e schiacciate le proprie avversarie, forte di un duo straordinario composto dai due futuri campioni NBA Akeem Olajuwon e Clyde Drexler.

## La finale NCAA 1983
Già arrivati alle Final four l'anno prima, dopo aver perso due partite a dicembre gli Houston Cougars ne vincono 26 di fila, prima di perdere la terza e ultima partita della stagione regolare contro Virginia. Unanimemente considerata la numero uno della nazione, Houston arriva alla finale nazionale superando gli avversari con 18 punti di scarto di media, ma nel momento decisivo della stagione, si trova di fronte la squadra di coach Valvano, che riassume così il suo piano per la partita: "Se vinciamo la palla a due, il primo tiro lo facciamo martedì mattina" (la finale NCAA si gioca di lunedì). E con una difesa a zona aggressiva, realizzando un paio di canestri da lontanissimo, e contando sulla scarsa vena al tiro di Houston, North Carolina State arriva all'ultimo possesso in parità, 52-52. Mentre il tempo sta per scadere, Dereck Whittenburg tenta un tiro disperato: la palla, cortissima, diventa comunque un assist per Lorenzo Charles, che la schiaccia nel canestro di Houston, realizzando così quella che viene considerata la più clamorosa sorpresa nella storia dello sport americano.

## Il discorso
Il 4 marzo 1993, mentre nel corso della prima edizione degli "Espy awards" riceve il premio Arthur Ashe Courage and Humanitarian Award, Jim Valvano tiene uno dei discorsi più famosi e di ispirazione della storia dello sport, da molti avvicinato a quello altrettanto famoso di Knute Rockne. Dopo aver ricordato che il suo motto è "Non mollare, non mollare mai", commuove la platea quando dice: "Ci sono tre cose che dovremmo fare tutti i giorni: la prima è ridere, dovremmo ridere ogni giorno. La numero due è pensare. Dovremmo passare almeno un momento della giornata pensando. E la numero tre, dovremmo avere ogni giorno emozioni che ci spingano a piangere, per la felicità e la gioia. Pensateci, se ridiamo, pensiamo, e piangiamo, quella è una giornata piena, una gran giornata. Fatelo sette volte a settimana, e avrete qualcosa di speciale". Il suo ultimo discorso in pubblico si concluse con altre parole emozionanti: "Il cancro può portarmi via tutte le mie capacità fisiche, ma non può toccare la mia mente, il mio cuore, la mia anima. E queste sono le tre cose che ci resteranno sempre. Grazie, e che Dio vi benedica".

## L'eredità
Nel 1993, insieme alla ESPN, Jim Valvano ha fondato la "V Foundation for Cancer Research", una fondazione benefica che raccoglie fondi per la ricerca contro il cancro. Ogni anno si tiene il Jimmy V Celebrity Golf Classic, un torneo di golf che ha lo scopo di raccogliere denaro per la fondazione, e il Jimmy V Basketball Classic.